# Kenmeti
Kenmeti (auch Kenmut, Kenmet) ist als altägyptische Gottheit und weitere Erscheinungsform des Kenmet erstmals in den Sargtexten des Mittleren Reiches sowie den zugehörigen Diagonalsternuhren belegt.
In der demotischen Sprache führte Kenmeti den Alternativnamen Awut (heilige Tiere).

## Hintergrund

### Darstellungen und Funktionen
Im Neuen Reich ist Kenmeti ikonografisch als hockender Gott mit Schlangenkopf dargestellt; in griechisch-römischer Zeit auch als stehende Mumie mit einer auf seinem Nilpferdkopf aufgesetzten Feder. Die Mumie hält dabei ein Messer in den Händen.
Kenmeti fungierte als einer von 42 Totenrichtern und repräsentierte dabei die Orte des Kenmet. Archäologische Untersuchungen konnten bislang als mögliche Regionen die Oase Dachla und das Sonnenheiligtum Heliopolis als Ort des Kenmet identifizieren. Während der dritten Zwischenzeit verehrte Kenmeti die Tätigkeiten des Amun-Re im Zusammenhang seiner Erscheinungsform als Re-Harachte, Harachte, Chepri, Atum und Harmachis.

### Mythologische Aspekte
Der König (Pharao) verkörperte als Inkarnation des Sonnengottes Re die Gottheit Kenmeti, der er auch gleichzeitig Opfer darbrachte. Kenmeti war ergänzend ein Epitheton der Kenmetiu-Tempelgottheiten vom 17. oberägyptischen Anubis-Gau. Außerdem führte Kenmeti unter anderem die Titel: Der in der Sonnenscheibe von Re bei seiner Wiedergeburt im Monat Mesori sitzt sowie der Leuchtende.
Im Totenkult war Kenmeti für das Tor der Lästerung zuständig, wo ihm der Verstorbene versichern musste, in seinem irdischen Leben nie gelästert zu haben. Im Stundenbuch wurde Kenmeti als Gleichsetzung des Kenmet-Tempels in der zehnten Stunde angerufen.